# Karel Poborský
Karel Poborský (født 30. marts 1972 i Třeboň) er en tidligere tjekkisk fodboldspiller. Karel har spillet flest kampe for Tjekkiets landshold, totalt 118.

## Klubkarriere
Poborský har spillet for klubberne Dynamo České Budějovice, FK Viktoria Žižkov, Slavia Prag, Manchester United, Benfica, Lazio og Sparta Prag. Han afsluttede karrieren i Dynamo České Budějovice, klubben hvor han fik sin professionelle debut. Han blev købt til Manchester United med et godt ry efter et godt EM i 1996, men nåede aldrig at leve op til forventningerne.

## Landsholdkarriere
Han debuterede på landsholdet mod Tyrkiet 23. februar 1994, i det som var den første landskamp efter opløsningen af Tjekkoslovakiet. Han spillede for landet under EM 1996, EM 2000 og EM 2004, og var med på Tjekkiets trup under VM 2006, som var den sidste turnering før han stoppede som landsholdsspiller. Efter sæsonen 2006/2007 stoppede han som aktiv spiller.